# Alcan Border
Alcan Border (Al für „Alaska“, can für „Canada“; border englisch für „Grenze“) ist ein census-designated place (CDP) in der Southeast Fairbanks Census Area in Alaska in den Vereinigten Staaten. Das U.S. Census Bureau hatte bei der Volkszählung 2020 eine Einwohnerzahl von 36 ermittelt.

## Geographie
Alcan Border befindet sich an der Staatsgrenze zwischen dem US-Bundesstaat Alaska und dem kanadischen Territorium Yukon. Der Alaska Highway (Alaska Route 2) durchquert auf einem 25 km langen Abschnitt das CDP-Gebiet in nordwestlicher Richtung. Das CDP-Gebiet hat eine Längsausdehnung in Nord-Süd-Richtung von 32 km sowie eine maximale Breite von 16 km. Die südliche Westgrenze von Alcan Border bildet der Chisana River. Der Mirror Creek fließt von der kanadischen Grenze entlang der südlichen CDP-Grenze zum Chisana River.
Das Alcan Border CDP grenzt nicht direkt an ein anderes CDP. Das nächstgelegene CDP ist Northway CDP, knapp 14 km nordwestlich vom Alcan Border CDP.

## Geschichte
Alcan Border wird seit dem Zensus 1990 als ein census-designated place geführt.

## Demografie
Zum Zeitpunkt der Volkszählung im Jahre 2020 (U.S. Census 2020) hatte Alcan Border 36 Einwohner auf einer Landfläche von 393,01 km². Von den Einwohnern waren 30 Weiße, 2 amerikanisch-indianischer Abstammung sowie ein Asiate. Beim Zensus 2000 wurde eine Einwohnerzahl von 21 ermittelt, beim Zensus 2010 war die Zahl 33.